# 村上博幸
村上 博幸（むらかみ ひろゆき、1979年4月15日 - ）は、日本の競輪選手。
京都府京都市出身。宇治市育ち。日本競輪選手会京都支部所属、ホームバンクは京都向日町競輪場。日本競輪学校（当時。以下、競輪学校）第86期生。師匠は兄の村上義弘（73期）。

## 戦績
花園高等学校在学中からインターハイや国民体育大会等で活躍し、競輪学校に86期生として入学する。同期には井上昌己、稲垣裕之らがおり、在校競走成績第10位で卒業した。
デビュー戦は2001年8月8日、奈良競輪場で迎え、初勝利も同日。またこの開催では完全優勝も果たす。2003年7月3日に、S級戦で初勝利（S級初優勝は同年11月10日の富山競輪場）。
2004年の寬仁親王牌（前橋競輪場）でGI・GII通じての初出場を果たす。以後はビッグレースの常連選手となるが、一次予選もなかなか突破できない状況が続いた。
だが、2007年5月に行われた大垣記念でGIII初優勝を果たしたあたりから徐々にS級トップクラスでも活躍できるようになった。そして同年10月に地元バンクの向日町で開催された共同通信社杯競輪では、初日の優秀戦で山崎芳仁らを破って勝利すると勢いづき、翌日行われた京の雅賞では、兄・義弘との連携が実現し、義弘マークから直線で鋭く伸びて2着。さらに準決勝（10R）では金山栄治マークから2センター付近で捲り切り1着。決勝ではジャンから逃げる武田豊樹 - 室井竜二の3番手をキープし、山崎、新田康仁の動きを尻目にバックから捲って優勝を果たした。
2009年は全日本選抜競輪決勝の3着などで年間獲得賞金上位となり、2010年は兄の村上義弘と共に兄弟でS級S班格付となった。
2010年は2月の西日本王座決定戦で市田佳寿浩に次いで2着に入り、3月7日に松戸競輪場で行われた第63回日本選手権競輪決勝では、打鐘過ぎより先行した兄義弘の番手より追込み優勝。自身GI初勝利と共に兄義弘も2着に粘り、1976年のオールスター競輪での藤巻昇・藤巻清志兄弟以来史上2例目のGI決勝兄弟ワンツーフィニッシュとなった。
5月にはSSシリーズ風光る決勝でも兄義弘の捲りに乗り、直線で先行した武田豊樹を捕えGI2度目の優勝を果たす。同月のスーパープロピストレーサー賞（函館競輪場）も制覇し、直後に同地で行なわれた競技大会の全日本プロ選手権自転車競技大会でもケイリン種目において武田豊樹の同大会同種目5連覇を阻み優勝した。
なお特別競輪の優勝でKEIRINグランプリ2010の出場権を獲得したが、後に兄の義弘も賞金で出場権を獲得したことからグランプリ史上初の兄弟出場となり、そして12月30日のグランプリ（立川競輪場）では最後バック過ぎから前を回る兄の後位より自力で抜け出し、直線では山崎芳仁と激しい一騎討ちを繰り広げほとんど同時にゴールラインを駆け抜けて写真判定に勝負の結果が委ねられたが、微差で1着となり初のグランプリ制覇を果たした（歴代18人目で近畿地区では初の覇者）。また、これにより村上博幸は2010年の獲得賞金が2億3,700万円となったことから当年の競輪賞金王にも輝いた。
2011年2月に豊橋競輪場で行なわれた東西王座戦の西日本王座決定戦決勝でもグランプリ10同様に兄の義弘後位から抜け出し優勝している。
その後はケガなどで不調が続いているが、2014年の全日本選抜競輪決勝では中団の内から最終4角での集団落車を堪えて直線伸びGI3勝目を手に入れた。しかし直前の2013年12月にSS11への加担があったことからKEIRINグランプリ2014への出場は微妙な情勢だったが、日本競輪選手会より当初受けた処分が軽減されたことによりグランプリへの選出要件を全て満たしたことから出場できることになった。
KEIRINグランプリ2018で自身3度目のGP出場(自身は獲得賞金ランキング6位で出場)。今回も兄・義弘と一緒だった。
2019年はサマーナイトフェスティバルと寬仁親王牌を、それぞれ自身初優勝した。
2023年14日、四日市FI最終日第12レース（決勝）において5着となり、通算獲得賞金が10億6万2865円となり10億円を突破。選手登録日から21年10か月13日での達成で、10億円突破は通算38人目、現役では20人目の記録となった。ちなみに、兄の義弘も現役時代に19億7690万3189円もの賞金を獲得しており、兄弟揃って10億円超えを達成した。

## 主な獲得タイトルと記録
- 2010年 - 日本選手権競輪（松戸競輪場）、SSシリーズ風光る（静岡競輪場）、KEIRINグランプリ2010（立川競輪場）
- 2014年 - 全日本選抜競輪（高松競輪場）
- 2019年 - 寬仁親王牌・世界選手権記念トーナメント（前橋競輪場）
- 年間賞金王1回 - 2010年
- 年間獲得賞金2億円突破 - 2010年
- 通算獲得賞金10億円突破 - 2023年4月14日[6]

## 競走スタイル
デビュー2・3年目あたりまでは先行や捲りを主体とした競走に努めていたが、兄ほど上背がないこともあって、現在は追い込みが主体。

## 脚註
1. ↑  近畿初のGPチャンプ - わかやまけいりんブログ
2. ↑  村上博が優勝、初の賞金王に＝競輪GP 時事通信 2010年12月30日閲覧
3. ↑  “村上博幸選手（86期・京都・S1）の通算取得賞金10億円到達について”.  keirin.jp (2023年4月14日). 2023年4月16日閲覧。
4. ↑  “村上博幸、通算獲得賞金10億円を突破　脇本雄太以来38人目　現役では20人目／四日市”. 日刊スポーツ (日刊スポーツ新聞社). (2023年4月14日) 2023年4月14日閲覧。
5. ↑  “【競輪】村上義弘が引退表明…ダービー４度、ＧＰ２度の名選手”. スポーツ報知 (報知新聞社). (2022年9月29日) 2022年9月29日閲覧。
6. ↑  “【参考１】 村上博幸選手取得賞金の歩み” (PDF).  keirin.jp (2023年4月14日). 2023年4月16日閲覧。